# Centro comercial Avenida Chile
El centro comercial Avenida Chile, conocido anteriormente como Centro Comercial Granahorrar, es un centro comercial y financiero situado en Bogotá. Se encuentra entre las carreras 10 y 11 las calles 72 (o avenida Chile) y 73 del barrio La Porciúncula en la zona centro-occidental de la localidad de Chapinero. Cuenta con tres niveles comerciales, 168 locales y 10.000 metros cuadrados.

## Características
El actual edificio se encuentra en los terrenos del antiguo monasterio de estilo gótico de La Porciúncula, el cual fue arrasado durante la segunda mitad del siglo XX. Del conjunto original, hoy solo subsiste la iglesia de la Porciúncula. El centro comercial abrió sus puertas en 1982 con el nombre de Centro Granahorrar por estar vinculado en sus orígenes a la corporación financiera del mismo nombre.
Cuenta con una fachada de granito y cuatro torres espejadas. Está compuesto por cuatro niveles comerciales que rodean un patio.